# Florin Cernat
Florin Lucian Cernat (n. 10 martie 1980, Galați, România) este un fotbalist român retras din activitate.
Era cunoscut ca jucător pentru pasele excelente, viziunea excelentă pe teren, pentru loviturile libere foarte precise și pentru abilitatea de driblare excepțională, fiind considerat unul dintre cei mai buni playmaker-i români 

## Carieră

### Oțelul Galați
Cernat și-a început cariera la Oțelul Galați, unde a marcat 5 goluri în 36 de apariții.

### Dinamo
După 2 sezoane petrecute la Galați, Dinamo l-au observat pe Cernat și l-au cumpărat în 2000, acesta jucând aproape complet primul său sezon la câini cu 25 de apariții din 30 posibile, marcând 2 goluri. A terminat sezonul pe locul 2 cu Dinamo, dar a și jucat în Liga Campionilor, pentru doar două runde.

### Dinamo Kiev
În perioada în care Cernat evolua la Dinamo București, Valeriu Lobanoski căuta jucători pentru a înlocui vedetele vândute de la celălalt Dinamo, Kiev. Printre acești jucători menționăm pe Andrei Șevcenko și pe Kaha Kaladze, transferați la AC Milan, Serghei Rebrov la Spurs și Oleg Luzny la Arsenal. În iulie 2001, Cernat a fost transferat de către Dinamo Kiev, unde a ajutat echipa să câștige multe titluri.

### Împrumutul la Hajduk Split
În sezonul 2007-2008, Cernat a fost împrumutat la Hajduk Split, unde a marcat 8 goluri în 28 de apariții.

### Întoarcerea la Kiev
După ce s-a întors la Dinamo Kiev de la Hajduk Split, Cernat s-a găsit într-o situație nouă: un nou antrenor, Iuri Semin, care îl lăsa foarte rar să intre pe teren, lucru care l-a determinat să anunțe că, după 8 ani petrecuți în Ucraina vrea să părăsească clubul.
Unul dintre cele mai importante meciuri pe care le-a jucat la Kiev a fost în Liga Campionilor 2004-2005 contra lui Bayer Leverkusen pe data de 28 septembrie 2004, unde Cernat a intrat ca rezervă pe teren și a marcat ultimele 2 goluri din victoria istorică cu 4-2 de pe Stadionul Olimpic din Kiev.

### Hajduk Split
După ce a fost împrumutat la Hajduk Split pentru aproximativ 400,000 euro, ajungând în finala Cupei Croației, Cernat s-a întors la Hajduk Split după 8 sezoane petrecute în Ucraina.

### Karabükspor

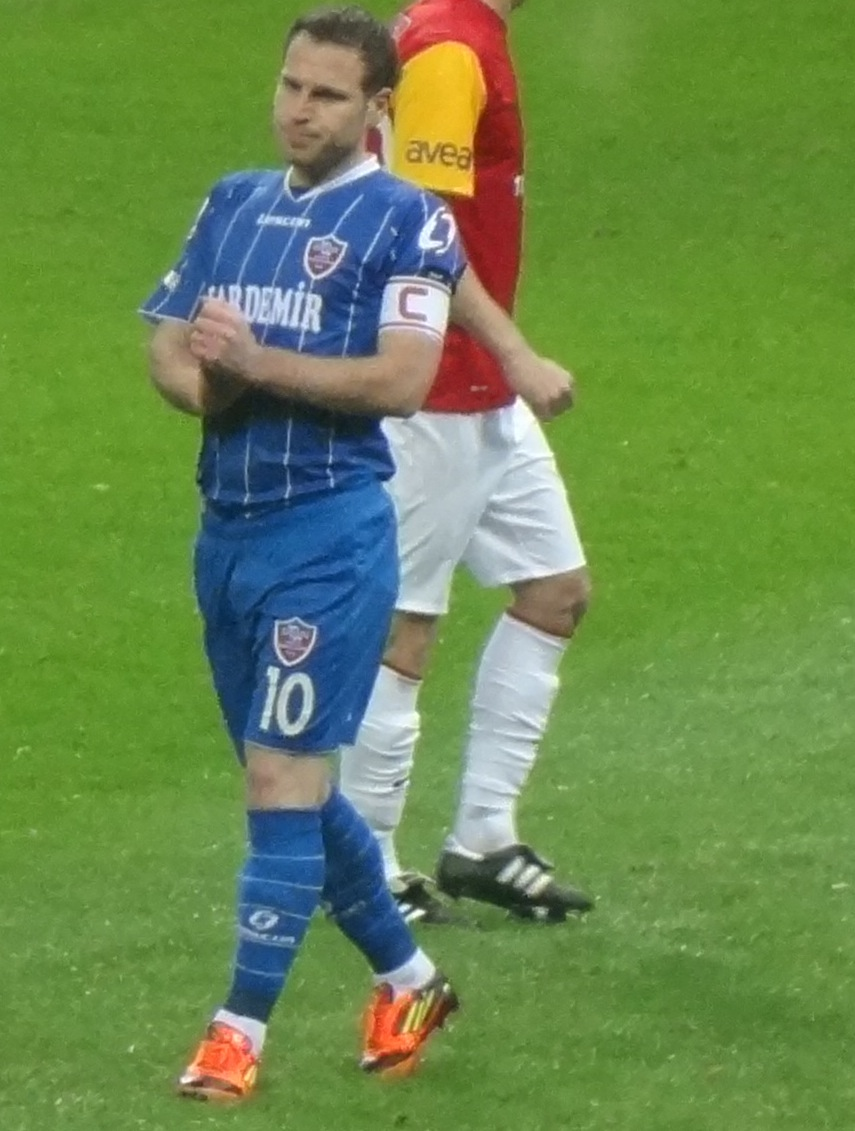
Cernat evoluând pentru Karabükspor

După ce a petrecut 2 sezoane în total la Split, Cernat a ales să se transfere în Turcia la Karabükspor, echipă ce evolua în Süper Lig. A jucat 68 de partide și a marcat 19 goluri, fiind căpitan în majoritatea meciurilor în care a jucat.

### Çaykur Rizespor
După 2 ani petrecuți la Karabuk, Cernat s-a transferat la echipa din a doua ligă turcă, Çaykur Rizespor.

## Goluri internaționale
| 1.              | 18 februarie 2004 | GSZ Stadium, Larnaca, Cipru                          | Georgia | 3-0 | Victorie | Turneul Internațional al Ciprului |
| 2.              | 8 septembrie 2004 | Estadi Comunal d'Aixovall, Andorra la Vella, Andorra | Andorra | 1-5 | Victorie | CM 2006                           |
| 2 ianuarie 2013 |                   |                                                      |         |     |          |                                   |

## Trofee

### Club
Dinamo
- Cupa României: 2000–2001

Dinamo Kiev
- Ukrainian Premier League: 2002–2003, 2003–2004, 2006–2007
- Cupa Ucrainei: 2002-2003, 2004–2005, 2005–2006, 2006–2007
- Supercupa Ucrainei: 2004, 2006, 2007
- Cupa Statelor Independente: 2002

Hajduk Split
- Cupa Croației: 2009-2010

## Legături externe
- Florin Cernat la romaniansoccer.ro
- Florin Cernat la UEFA.com
- Cernat.html Florin Cernat pe site-ul National-Football-Teams.com
- Profilul lui Florin Cernat pe Soccerway